# Hostile Kirk Place
«Hostile Kirk Place» (titulado «El lugar hostil de Kirk» en Hispanoamérica y «Un Kirk hostil» en España) es el decimosexto episodio de la trigésimo cuarta temporada de la serie de televisión de animación estadounidense Los Simpson, y el 744 en total. Se emitió en los Estados Unidos en Fox el 12 de marzo de 2023. El episodio fue dirigido por Steven Dean Moore y escrito por Michael Price.
En este episodio, cuando Kirk Van Houten se entera de que su antepasado causó un desastre en la ciudad, exige que los estudiantes dejen de aprender sobre ello. El episodio recibió críticas mixtas.

## Trama
Un incendio en la escuela primaria de Springfield obliga a cerrar el colegio durante semanas. Los niños del pueblo se ven obligados a recibir educación en casa, donde aprenden sobre el derrumbamiento del Gran Mirador de Springfield. El alcalde de la época, un antepasado de Kirk Van Houten, es culpado del incidente, lo que entristece a la familia Van Houten. Mientras tanto, Marge impide que Homer gaste más dinero comprando productos anunciados en anuncios nocturnos. En la Taberna de Moe, Moe le dice a Homer que invente un producto para recuperar su dinero y le dice a Kirk que se haga valer.
Tras la reapertura de la escuela, Kirk exige que los alumnos dejen de aprender sobre el incidente de la glorieta. En una reunión escolar, Kirk consigue el apoyo de la gente que no quiere aprender sobre las partes incómodas de la historia, mientras que otros quieren seguir aprendiendo. La reunión acaba en tablas. Mientras tanto, Homer decide hacer camisetas con carteles eléctricos. Más tarde, Kirk y sus partidarios protestan contra el aprendizaje sobre el incidente de la glorieta y se enfrentan a la familia Prince. La violencia obliga al alcalde Quimby a ceder a las demandas de Kirk.
Varias semanas después, Kirk se ha hecho con el control de la ciudad y Homer ha abierto una tienda de camisas que suministra eslóganes a los partidarios de Kirk. Marge pide a Kirk que ceda el poder, pero éste se niega. Kirk decide construir un nuevo Gran Gazebo. En su inauguración, Kirk toca una guitarra eléctrica. Combinada con las camisetas eléctricas, la onda eléctrica hace que el cenador se derrumbe. Esto lleva a Homer a comentar que, a diferencia de la historia, la ciencia no puede ignorarse.
En el futuro, un profesor habla del segundo desastre del cenador, lo que lleva a un grupo de padres a convertir al profesor en polvo.

## Producción
El músico «Weird Al» Yankovic protagonizó como invitado el gag del sofá interpretándose a sí mismo. Anteriormente había aparecido en el episodio de la decimocuarta temporada «Three Gays of the Condo» y en el episodio de la decimonovena temporada «That '90s Show».

## Recepción

### Audiencia
El episodio, que se emitió coincidiendo con la 95.ª edición de los Premios Óscar, obtuvo una audiencia de 0,22 y fue visto por 0,77 millones de espectadores, siendo el tercer programa más visto de Fox esa noche.

### Respuesta de la crítica
Tony Sokol de Den of Geek concedió al episodio 3,5 de 5 estrellas. Calificó el episodio de «entrada ambiciosa» que refleja con precisión la situación política estadounidense actual. También destacó cómo la subtrama de Homer hace avanzar la historia. John Schwarz de Bubbleblabber calificó el episodio con un 7,5 sobre 10. Pensó que la historia de borrar el contexto histórico no estaba completamente desarrollada. Destacó la subtrama de Homer haciendo dinero de la gente de cada lado de la cuestión.